# Александру, Яннис
Я́ннис Алекса́ндру (греч.  Γιάννης Αλεξάνδρου), известный под партизанским пседонимом капита́н Диаманти́с (греч.  Καπετάν Διαμαντής ), 1914 — 21 июня 1949 года) — греческий коммунист, участник Греко-итальянской войны, командир соединений Народно-освободительной армии Греции (ЭЛАС) и Демократической армии Греции.
Историк Т. Герозисис характеризует его, наряду с А. Велухиотисом, «военным гением партизанской войны»:735.

### Молодость
Яннис Александру родился в 1914 году в селе Като Аго́риани, Фтиотида в бедной крестьянской семье. Его прадед, Лукас Александру был соратником Одиссея Андруцоса в Битве при Гравии и был награждён позже королём Оттоном.
Яннис Александру окончил гимназию в близлежащем городке Амфиклея, и уехал в Фессалоники, где поступил на юридический факультет Аристотелева университета. В студенческие годы стал членом Организации Коммунистической молодёжи Греции (ΟΚΝΕ) после чего стал членом компартии Греции.
В 1935 году был призван в армию и служил в 42-м полку эвзонов, в городе Ламия.
В годы диктатуры генерала И. Метаксаса был арестован и, после пыток, 9 апреля 1940 года подписался под отречением от коммунистических идей
В звании сержанта принял участие в победной для греческого оружия греко-итальянской войне (1940—1941).

## Национальное Сопротивление
После того как на помощь итальянцам пришла Гитлеровская Германия и командующий армией Западной Македонии генерал Цолакоглу подписал «акт почётной капитуляции», Александру вернулся в своё село, где принял участие в создание региональной партийной организации.
Александру был одним из инициаторов движения Сопротивления в регионе горы Парнас.
Летом 1942 года вступил в партизанский отряд Ариса Велухиотиса и стал известен под своим партизанским псевдонимом «Диамантис» (Διαμαντής).
Принял участие в первых сражениях сформированной Народно-освободительной армии Греции (ЭЛАС) в Средней Греции (при Крикелло, при Река, при Микро́ Хорьо́ и при Амфиссе.
В операции Горгопо́тамос его роль была значительной и отмечена историографией.
Александру стал политическим руководителем штаба Парнаса.
Впоследствии, когда ЭЛАС был трансформирован в регулярную армию, стал «капитаном» (боевым командиром) 34-го полка 2-й дивизии с зоной ответственности Аттика и Беотия.
Со своим полком принял участие в сражении декабря 1944 года против англичан и был отмечен в боях вокруг афинского госпиталя «Сотирия»

## Гражданская война
После Варкизского соглашения и в звании майора ЭЛАС был демобилизован.
С началом так называемого «Белого террора», развязанного монархистами против коммунистов и ветеранов ЭЛАС, скрывался безоружным в горах.
Впоследствии, в 1946 году, возглавил группу партизан в регионе Фтиотида — Фокида.
Он организовал в боевую часть гонимых бывших партизан ЭЛАС и с успехом принял участие во многих сражениях против подразделений жандармерии и милиции монархистов (ΜΑΥ), но и против соединений регулярной королевской армии, вызвав признание и уважение даже своих противников.
Его атака 15 января 1947 года на железнодорожную станцию Бралос создала переполох в греческой столице.
В конце января 1947 года, через 3 месяца после создания Демократической армии Греции (ΔΣΕ), Диамантис, вместе с «Гермесом» (Приоволос, Василис), возглавили штаб Парнаса, который находился в подчинении штаба Средней Греции.
Диамантис эффективно противостоял карательным операциям «Терминиус» и «Шквал» королевской армии весной и летом 1947 года.
Партизанская тактика Диамантиса с эффективными ударами, применением манёвра отступления, переходом в тыл противника и с неожиданными ударами по его тылам и флангам, с целью измотать его и отнять снабжение и боеприпасы, увенчалась полным успехом. «Терминиус» и «Шквал» провалились.
Демократическая армия не была разбита, королевская армия не смогла удержать регионы, которые она временно заняла
В 1948 году, после создания Подразделения генерального штаба южной Греции (ΚΓΑΝΕ — Κλιμάκιο Γενικού Αρχηγείου Νότιας Ελλάδας) и реорганизации сил Демократической армии, Диамантис стал командиром 2-й дивизии в Средней Греции:863 и успешно проводил военные операции. Его новаторство в тактике партизанской войны и неожиданные манёвры в условиях горного театра военных действий приводили в затруднительное положение генералов королевской армии. Так в апреле 1948 года в время проведения правительственными войсками операции «Харавги» он успешно вывел свою дивизию из окружения. Даже когда ему было присвоено генеральское звание, в тяжёлые минуты Александру сражался на передовой держа в руках свой любимый ручной пулемёт.
22/1/1949 был награждён медалью «За Военные заслуги» Второй степени Временного демократического правительства.
Одним из самых больших успехов именуемой «элитной» 2-й дивизии стало занятие города Карпенисион 21 января 1949 года, за что командование Демократической армии присвоило ему и Х. Флоракису звание генерал-майора.
Соединения Демократической армии удерживали город на протяжении 18 дней:881.
После того как 8 февраля 1949 года королевские войска вернули Карпенисион под свой контроль, последовало преследование дивизии Диамантиса по всей центральной Греции от Арты до Беотии многократно превосходившими её силами.
В июне 1949 года остатки дивизии Диамантиса находились во Фтиотиде, где 21 мая в селе Мармара, капитан Диамантис погиб.
Один из членов монархистской милиции хотел отрубить голову трупа Диамантиса, но был остановлен генералом армии. «Оставь его. Он достаточно опозорил нас при жизни. Пусть не позорит нас после смерти».
Правительственные войска перевезли труп Диамантиса в Ламию, на всеобщее обозрение.
Власти не разрешили захоронить Диамантиса на кладбище Ламии и он был похоронен за кладбищенской оградой.
Командование Демократической армии присвоило ему посмертно звание генерал-лейтенанта.

## Память
Отцовский дом Диамантиса в Като Агориани в 2001 году был преобразован Союзом друзей памяти Диамантиса (Ένωση Φίλων Μνήμης του Διαμαντή) в музей Национального Сопротивления.
Каждый год, в день его смерти, 21 июня, рядом мероприятий отмечается память Диамантиса.
Дамантис рассматривается его соратниками как образец военачальника.
Одновременно многие его противники на поле боя признали в своих мемуарах его военные достоинства. Его тактика и манёвры сегодня являются предметом изучения Военном училище эвэлпидов.